# ジョージ・ジョーンズ

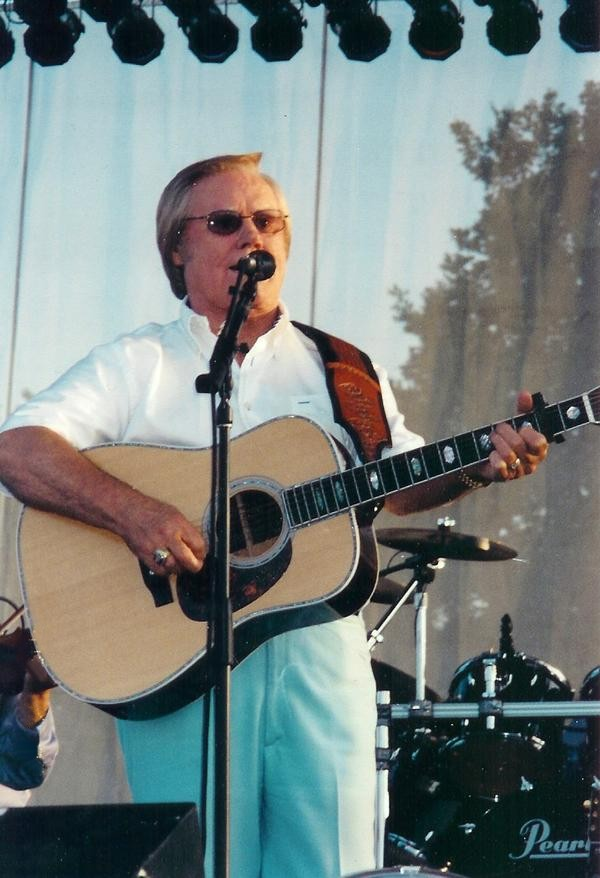
George Jones (2002)

ジョージ・ジョーンズ（George Glenn Jones 1931年9月12日 - 2013年4月26日）はアメリカ合衆国のカントリー・ミュージックの歌手で彼の独特の声や表現方法で歌われる多くのヒット曲を持ち、タミー・ウィネットと結婚したことで知られている。
「ローリング・ストーンの選ぶ歴史上最も偉大な100人のシンガー」において第43位。

## 人物
20年以上「最も優れた現存のカントリー歌手」と言われている。カントリー音楽研究者のビル・マローンは「2～3分で曲を覚えてしまい、その歌詞に完全に入り込んでその雰囲気を伝えることができ、聴いている側もその世界に入り込んだ気分になれる」と書いた。
彼の長い経歴を通し、しばしば飲酒や女性問題、レコーディングやツアーにおいて癇癪を起こし暴力沙汰になることが話題となる。彼のワイルドなライフスタイルで舞台がキャンセルされることから「ノー・ショー・ジョーンズ」と呼ばれることもある。彼の4番めの妻のナンシーの助けにより、何年も断酒した。彼のキャリアでソロ、デュエットを含め150曲以上のヒットがある。彼の鼻の形や風貌から「ポッサム(ふくろねずみ)」と呼ばれることもある。
2012年8月、2013年に『ザ・グランド・ツアー』の公演を最後に、家族と過ごす時間を持つために引退することを発表。しかしその後、発熱および血圧の異常により入院し、2013年4月26日、テネシー州ナッシュビルのヴァンダービルト大学病院で亡くなった。81歳没。

## 経歴

### 初期
1931年9月12日、テキサス州サラトガで生まれ、本名ジョージ・グレン・ジョーンズ。テキサス州ビダーで兄弟と5人の姉妹(他の姉はジョージが生まれる前に亡くなった)と共に育ち、両親のレコードのコレクションから幼少のうちに音楽に触れ、生まれた時からゴスペル音楽を聴いて育った。7歳の頃、両親はラジオを購入し、カントリー音楽に目覚めるきっかけとなった。9歳の頃、ギターをプレゼントしてもらい、当時住んでいたボーモントでストリート・ミュージシャンとしてお金を得ていた。
16歳の頃、家を出てローカルラジオ局で演奏する仕事を見つけてジャスパーに向かった。10代で最初の妻ドロシーと結婚したが、1年も経たないうちに破綻しアメリカ海兵隊に入った。朝鮮戦争が始まったにもかかわらず戦地に送られず、その代わり彼はカリフォルニアの基地の近くのバーで歌った。軍を離れた後に彼の音楽人生は始まった。

### 荒れた日々
彼のアルコール摂取は伝説となった。ほぼ毎日、朝起きるとスクリュー・ドライバーを飲み、一日中バーボン・ウイスキーを飲んで過ごす。彼の飲酒人生でおそらく一番知られている話は、2番めの妻シャーリー・コーリーと結婚していた時、必死で酒を手に入れようとした:
| 「 | かつて私が何日か飲んでいた時、シャーリーは私が酒を買うことを物理的に不可能にしようと決心した。私はボーモントから8マイルの酒屋の近くに住んでいた。彼女は私が酒を買うのに歩いて行くことはないと知っていて、全ての車の鍵を隠してしまった。しかし彼女は芝刈り機のことを忘れていた。鍵が見つからずにイライラしていたが、移動させて光が当たるようにした。そこで見えたのは椅子の下の10馬力のロータリーエンジンだった。そして鍵が差し込み口で光っていた。 私はこの古い芝刈り機の最高速度は時速5マイルだと思った。そうすると1時間半かそれ以上で酒屋に着くと思った。 | 」 |

芝刈り機で酒を買いに行ったのは一度ではなかった。1979年、元妻のタミー・ウィネットの自伝にも記載されている。
| 「 | 私が目覚めると彼はもういなかった。私は車に乗り込み近所の10マイル先のバーへ運転した。 駐車場に車を停めようとすると、門の右側にうちの芝刈り機が停まっていた。彼は芝刈り機で高速道路を運転したようだった。彼は私を見ると「えぇと、仲間が、ここに今彼女が来た。私のかわいい妻よ、私はきみに彼女がもうすぐ来ると言ったじゃないか。」 | 」 |

1996年、彼はシングル『Honky Tonk Song』でこの芝刈り機での出来事を歌にしており、この歌のミュージック・ビデオで自身の逮捕をパロディにしている。
1970年代、疲れ過ぎて演奏ができない時にマネージャーにコカインを勧められた。この効用は予測できなかった。彼の自己破壊的な気質は死に近付けられ、10年近くアラバマ州の精神科に入ることになった。多くの契約を反故にし『ノー・ショー・ジョーンズ』(『No-Show Jones』という歌は彼と他のカントリー歌手たちと共に彼の弱点をおもしろおかしく作られていると)して知られるようになり、彼のファンから彼が父と慕っているハンク・ウィリアムスのように多量の飲酒は死を早めると言われることがあった。この期間、彼は金銭的に援助してくれた友人のウェイロン・ジェニングスやジョニー・キャッシュとしばしば喧嘩したり仲直りしたりした。
彼の過去を揶揄し、2曲のカントリー・ミュージック・ビデオが彼の芝刈り機の出来事を表している。1つめは1984年のハンク・ウィリアムスJRの『All My Rowdy Friends Are Coming Over Tonight』、2つめは1993年のヴィンス・ギルの『One More Last Chance』である。ギルの歌は「She might have took my car keys, but she forgot about my old John Deere.(彼女は私の車の鍵を持って行ったかもしれないが、彼女は私の古いジョン・ディア(トラクター会社名)を忘れていた)」という歌詞に表している。ギルのビデオの最後に、彼はジョン・ディアに乗ってゴルフのコースから離れる際、ジョーンズに「ヘイ、ポッサム」と挨拶をしている。ジョーンズはジョン・ディア(芝刈り機)でゴルフのコースに向かっている途中でギルに「ヘイ、スイートピー」と返している。

### ザ・ジョーンズ・ボーイズ・バンド
彼はナッシュビルで成功しているセッション・ミュージシャンと共に活動。このメンバーはダン・シャッファー、ハンク・シンガー、ジョニー・ペイチェック、ブリタニー・アレン、ソニー・カーティス、ロン・ガディス、ケント・グッドソン、ボビー・バークヘッド、スティーヴ・ヒンソン。

### 結婚
ジョーンズは24歳までに2回結婚している。最初の結婚は1950年、ドロシー・ボンビリオンとであるが1年もたなかった。スーザンという娘がいる。1954年、ジョーンズはシャーリー・アン・コーリーと結婚した。1968年まで続き、ジェフリーとブライアンという2人の息子がいる。1969年、仲間のカントリー歌手のタミー・ウィネットと結婚した。1975年まで続き、タマラ・ジョーゼットという娘が1人いる。ジョーゼット・ジョーンズという名で自身の実力でカントリー歌手となり、父親と共演した。1983年3月4日、テキサス州ウッドビルで現在の妻ナンシー・セピュルバドと結婚した。彼女はまた彼のマネージャーとなった。ナンシーは彼を飲酒およびコカイン摂取から救い出した。この夫婦は現在テネシー州フランクリンに住んでいる。

#### 妻たち
- ナンシー・セピュルバド (1983年3月4日 - 現在)
- タミー・ウィネット (1969年2月16日 - 1975年3月13日) (離婚) 娘1人
- シャーリー・アン・コーリー (1954年9月14日-1968年6月11日) (離婚) 息子2人
- ドロシー・ボンビリオン (1950年 - 1951年) (離婚) 娘1人

### 晩年
2013年11月22日にナッシュビルのブリヂストン・アリーナでファイナル・コンサートが行なわれることが発表された。またファイナル・アルバムとしてドリー・パートンとのデュエット・アルバムを発表することも伝えられた。

### 死
2013年4月26日早朝、81歳で亡くなった。2013年4月18日よりナッシュビルのヴァンダービルト大学病院に入院していた。
ジョーンズの死去を受けて『ニューヨーク・タイムズ』紙は彼を「最後の半世紀を偉大なカントリー歌手として過ごした」と評し、多くのセレブリティが哀悼の意をツイートした。
BBCは、彼は音楽人生だけでなく過激なライフスタイルでも記録を残したと語った。

## 賞
彼は長い経歴の中で1956年に最優秀新人カントリー歌手賞を受けてから2008年にケネディー・センター賞を受けるまで数々の賞を受けた。
また、アメリカ海兵隊にいたこともあり、インディペンデント。アーティストのキャリアの手助けをする第8回インディペンデント・ミュージック・アワードの審査員をしたこともある。

## ナンバー・ワン・カントリー・ヒット曲
1. White Lightning (1959年)
2. Tender Years (1961年)
3. She Thinks I Still Care (1962年)
4. Walk Through This World With Me (1967年)
5. We're Gonna Hold On (タミー・ウィネットと共演) (1973年)
6. The Grand Tour (1974年)
7. The Door (1975年)
8. Golden Ring (タミー・ウィネットと共演) (1976年)
9. Near You (タミー・ウィネットと共演) (1977年)
10. He Stopped Loving Her Today (1980年)
11. (I Was Country) When Country Wasn't Cool (バーバラ・マンドリルと共演) (1981年)
12. Still Doin' Time (1981年)
13. Yesterday's Wine (バーバラ・マンドリルと共演) (1982年)
14. I Always Get Lucky With You (1983年)

## 参照
- アカデミー・オブ・カントリーミュージック
- カントリーミュージック協会